# سهره چهچهه‌زن سینه‌کهر
سهره چهچهه‌زن سینه‌کهر (نام علمی: Poospiza thoracica) نام یک گونه از سرده سهره چهچهه‌زن است.